# 遠東金融中心

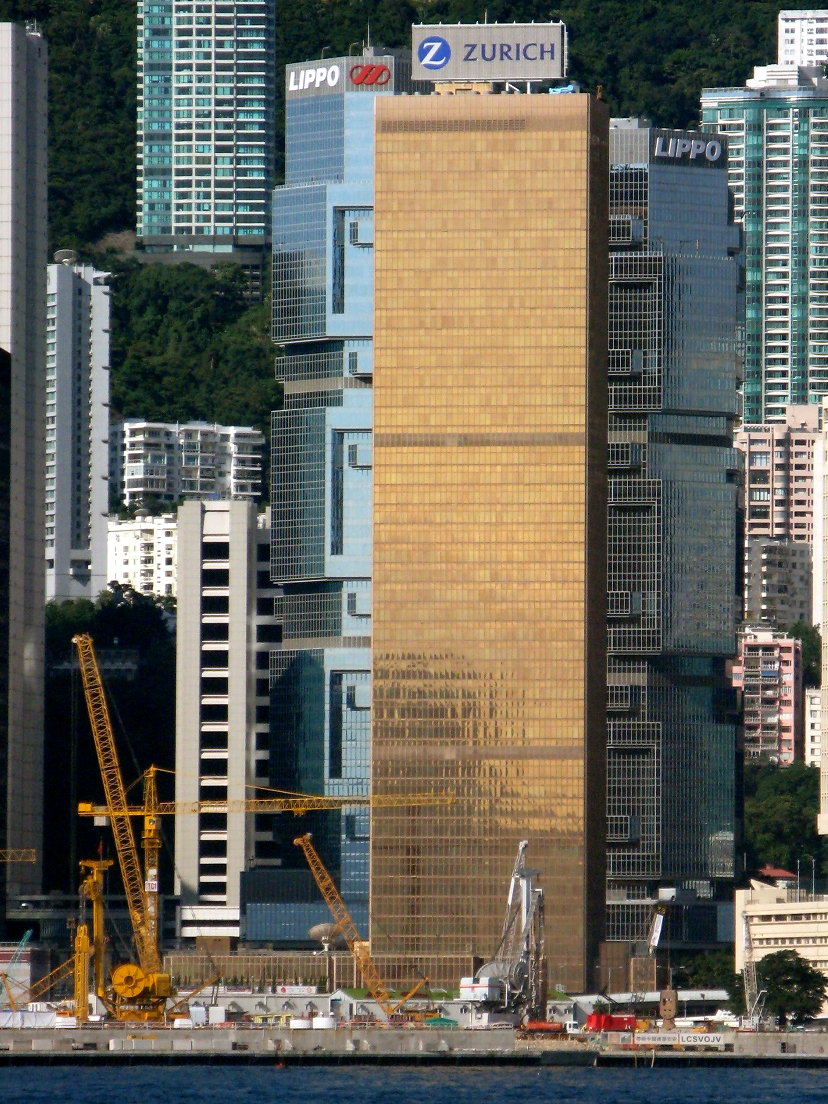
遠攝遠東金融中心

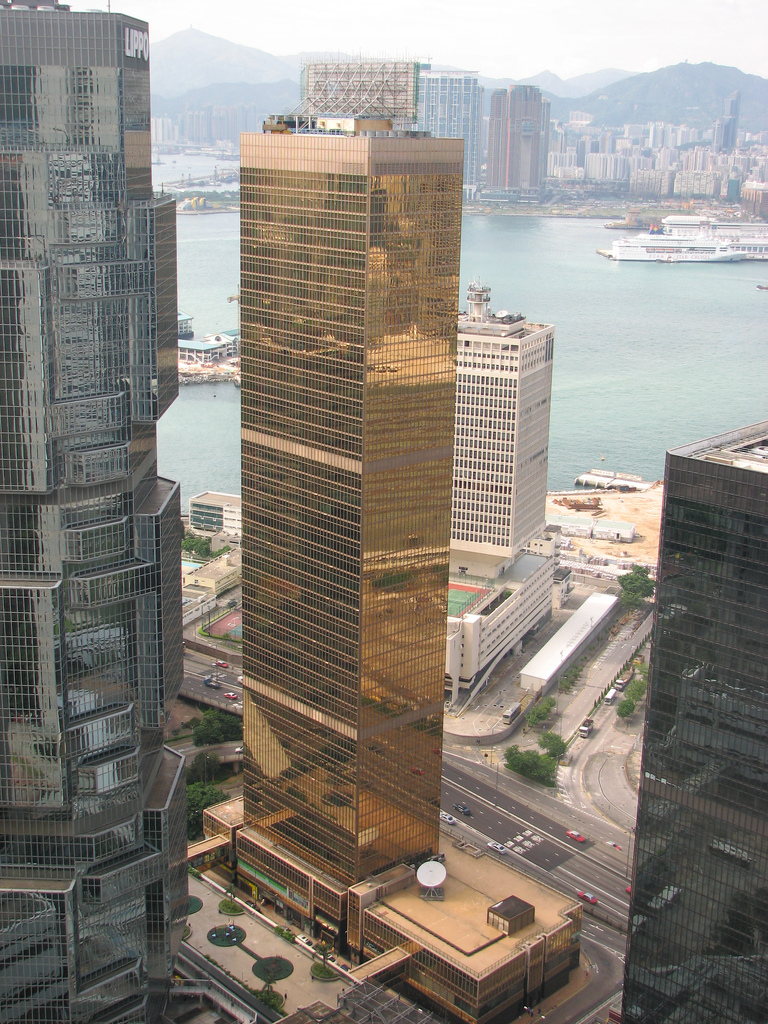
遠東金融中心

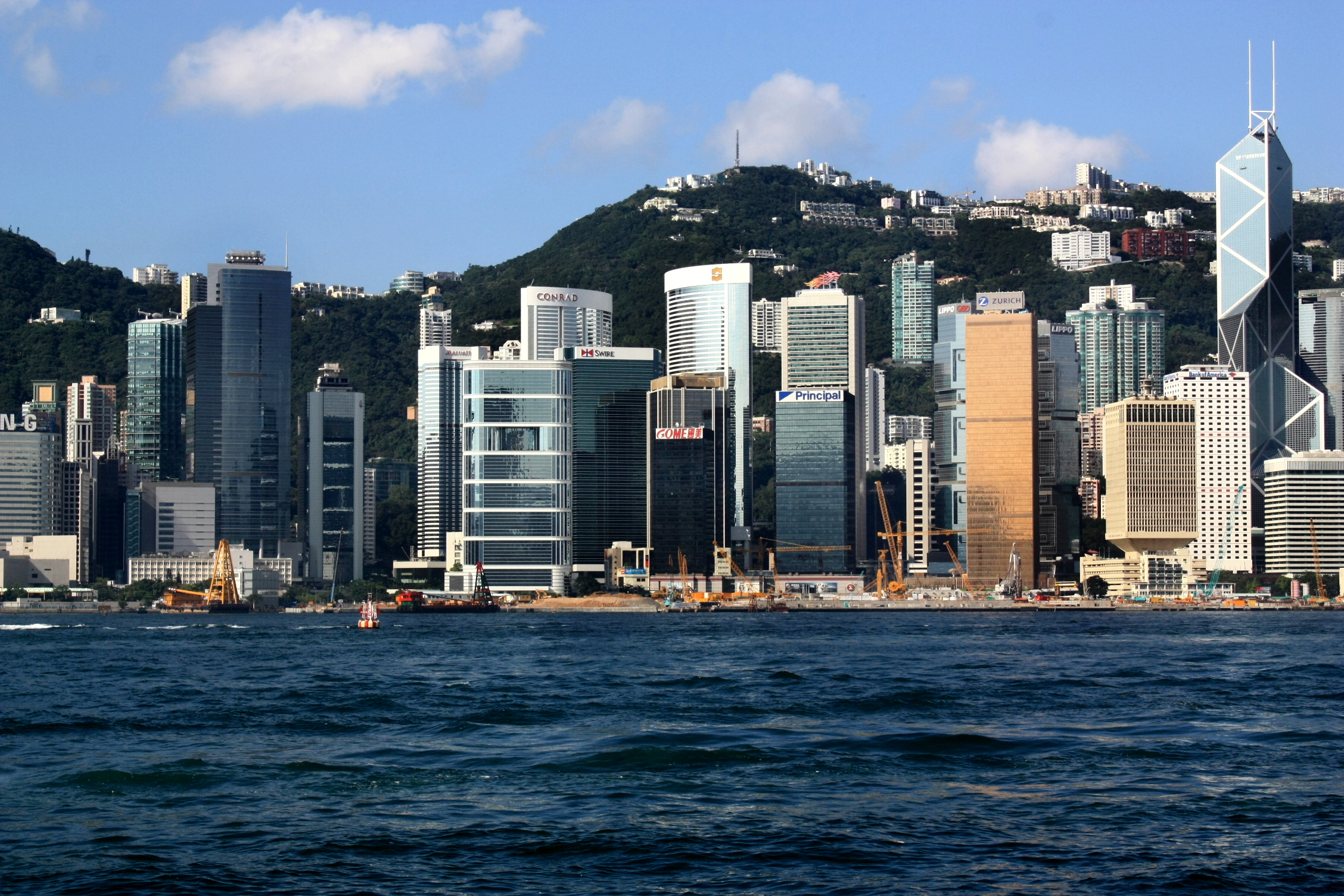
金鐘天際線的一部份

遠東金融中心（英語：Far East Finance Centre，又稱遠東金融大廈）是一座位於香港島金鐘夏愨道16號的商業大廈，由信和置業、遠東發展（曾佔15.6%業權）、怡華置業和益新置業發展，於1982年完工。大廈樓高41層，物業最特別之處是金色玻璃幕牆的外觀，非常搶眼，於金鐘商廈群中極具特色。馳名於攀爬摩天大樓的法國男子「蜘蛛俠」阿蘭·羅貝爾（Alain Robert）曾於1996年攀爬此建築物。目前大廈寫字樓業權已分散。

## 設施
物業地庫、地下及高層地下等為商舖用途，物業商場部份仍由發展商信和置業持有及管理。

## 租戶
遠東金融中心5樓是韓國駐香港總領事館，在2005年12月香港世界貿易組織第六次部長級會議期間，曾經顯示其物業管理保安效能。其他著名租戶包括中国光大集团、光大控股和光大國際。

## 業權及物業交易
目前，中国光大集团、光大控股、光大國際三所「光大系」中資企業合共持有10層樓面，是本大廈最大業主。
2016年4月29日，恒豐酒店李氏家族斥資3.5771億元向韓國外換銀行購入金鐘遠東金融中心32樓全層，以樓面1.0552萬方呎計，呎價3.39萬元。
2018年1月22日，永光地產譚逢敬及相關人士斥資5.26億元金鐘遠東金融中心29樓全層，以樓面10,800方呎計，呎價5.26萬元。
2018年4月21日，永倫集團以約6.6億元購入遠東金融中心33樓全層，以樓面10,800方呎計，呎價61111元，成為全港商廈呎價新高紀錄。該物業原由董氏集團於2005年以約9,285.76萬元買入，公司董事包括董瑞萼及有關人士（而董氏為尼日利亞顯赫華僑，為當地華人「四大家族」之一）。若成交落實，賬面獲利逾5.2億元。
2020年11月24日，高迪安集團董事長顧文元及有關人士以2.376億元向三菱日聯租賃（香港）有限公司購入遠東金融中心4樓全層，以樓面10,800方呎計，呎價2.2萬元，為大廈近8年呎價新低。

## 鄰近
大廈東面是海富中心，北面是夏慤道，南面是力寶中心，西面隔著紅棉路天橋與美國銀行中心對望。
- 金鐘廊
- 海富中心
- 力寶中心
- 長江集團中心二期
- 中環軍營
- 添馬公園
- 東昌大廈
- 美國銀行中心
- 添馬艦新政府總部

## 外部連結
- 遠東金融中心地圖 （页面存档备份，存于）
- 遠東金融中心由王歐陽建築師事務所設計 （页面存档备份，存于）